# كالبانا داش
كالبانا داش (بالإنجليزية: Kalpana Dash)‏ هي محامية ومتسلقة جبال هندية، ولدت في 7 يوليو 1966 في منطقة دنكانال في الهند. تسلقت جبل أفريست مرتين: في 21 مايو 2008، وفي 23 مايو 2019، وتوفيت في المرة الثانية أثناء نزولها من الجبل بعد ما أصيب بالمرض.